# Дойссен, Пауль
Па́уль Я́коб До́йссен (нем. Paul Jakob Deussen, 7 января 1845, Обердрайс — 6 июля 1919, Киль) — немецкий востоковед и санскритолог, крупнейший исследователь упанишад.

## Биография
Пауль Дойссен родился в 1845 году в Обердрайсе, Рейнская провинция, в семье пастора Адама Дойссена, в которой кроме него было ещё семь детей. Обучался сначала вместе с Фридрихом Ницше в Шульпфорте возле Наумбурга. В период с 1864 по 1881 год он учился в университетах Бонна, Тюбингена и Берлина. Изучал санскрит под руководством Х. Лассена и И. Гильдемайстера, классическую филологию и теологию. В 1869 году получил звание доктора философии, защитив в Марбурге диссертацию по философии Платона. В 1869—1872 годах преподавал в гимназиях Миндена и Марбурга; в 1872—1880 годах был воспитателем в русских семьях в Женеве, Ахене и Тернах (имение князя Щербатова около Харькова). В это же время, в 1875—1879 годах, преподавал как приват-доцент санскрит и философию в Женевском университете и философию в Политехнической школе в Ахене. В 1881 году он был назначен приват-доцентом в Берлинском университете, в 1887 году — экстраординарным профессором; с 1889 по 1919 год работал в качестве ординарного профессора в университете Киля.
Санскритом и индуизмом Дойссен увлёкся после лекции профессора Х. Лассена, посвящённой «Шакунтале». Одной из первых его научных работ стали «Элементы метафизики» (1877). В 1883 году Дойссен издал работу, касающуюся веданты, а уже в 1887 году последовал перевод Веданта-сутр, принадлежащих данной философской школе Индии. Особую известность получил его сборник переводов с санскрита «Шестьдесят упанишад Вед» (1897), который он посвятил Артуру Шопенгауэру, продолжателем дела которого считал себя. Также занимался написанием многотомной «Истории философии». Дойссен много путешествовал. Так, в 1892—1893 годах совершил поездку по большей части Индии. В 1904 году он опубликовал свои впечатления от поездки.
Находившийся под сильным влиянием Артура Шопенгауэра, Дойссен был однокашником и другом Фридриха Ницше и Свами Вивекананды. В 1911 году он основал Шопенгауэровское общество (нем. Schopenhauer-Gesellschaft); также профессор Дойссен являлся с 1912 года и вплоть до своей смерти первым редактором научного журнала «Schopenhauer Yearbook» (нем. Schopenhauer-Jahrbuch), в то же время работая над изданием трудов Шопенгауэра.
Труды Пауля Дойссена, получившие известность среди прочего и в Индии, были переведены на многие языки, в том числе и на санскрит, и оказали существенное влияние на становление неоиндуизма (в первую очередь на Свами Вивекананду). В 1904 году ему был пожалован Орден Красного орла 4-й степени.

## Труды
- Die Elemente der Metaphysik (1877) — «nebst einer Vorbetrachtung über das Wesen des Idealismus» — 6. Auflage (1919)
- Das System des Vedânta. Nach den Brahma-Sûtra’s des Bâdarâyana und dem Commentare des Çankara über dieselben als ein Compendium der Dogmatik des Brahmanismus vom Standpunkte des Çankara aus (1883)
- Die Sûtra’s des Vedânta oder die Çariraka-Mimansa des Badarayana nebst einem vollständigen Kommentare des Çankara. Aus dem Sanskrit übersetzt (1887)
- Allgemeine Geschichte der Philosophie unter besonderer Berücksichtigung der Religionen (1894ff.):
  - Band I, Teil 1: Allgemeine Einleitung und Philosophie des Veda bis auf die Upanishad’s (1894)
  - Band I, Teil 2: Die Philosophie der Upanishad’s (1898)
  - Band I, Teil 3: Die nachvedische Philosophie der Inder (1908)
  - Band II, Teil 1: Die Philosophie der Griechen (1911)
  - Band II, Teil 2,1: Die Philosophie der Bibel (1913)
  - Band II, Teil 2,2: Die Philosophie des Mittelalters (1915)
  - Band II, Teil 3: Die neuere Philosophie von Descartes bis Schopenhauer (1917)
- Sechzig Upanishad’s des Veda (1897)
- Erinnerungen an Friedrich Nietzsche (1901)
- Erinnerungen an Indien (1904)
- Vedânta und Platonismus im Lichte der Kantischen Philosophie (1904)
- Vedânta, Platon und Kant (1917)
- Mein Leben (1922)

### Издания на русском языке
- Дейссен, Пауль. Веданта и Платон: В свете кантовой философии / Перевод Михаила Сизова. — М.: Мусагет, 1911. — 42, [8] с.

## Комментарии
1. ↑  Именно в Женеве в 1873 году Дойссен принял решение посвятить свою жизнь индийской философии.